# 惊世情缘
《惊世情缘》（Miit）是一部印度电视剧，语言为印地语，於2003年在Zee TV电视台播映，播映时间为印度標準時間每周一至周四晚间9:30，故事情节改编自印度诗人泰戈尔的长篇小说《沉船》，但又加入了一些新的故事线索和元素，结局也与小说不同。故事的主要内容是在一次火车事故後，一个失忆的新婚女子被另外一名男子误认成为自己妻子，而他的新娘实际上已经丧生。2007年引入中华人民共和国放映。

## 概要
故事主要讲述了两对新婚夫妇的故事。阿卡什与施卢蒂、桑柯普与阿斯塔是两对知心恋人，但命运总是捉弄他们。阿卡什迫於父母的压力与诺普尔结婚。阿斯塔由其父兄安排了终身大事，但新郎在婚礼前被查出有白血病，悄然离开，在此之後，桑柯普要迎娶阿斯塔。阿卡什与桑柯普与他们各自的妻子在婚後登上了同一辆回孟买的火车，虽然他们两人互相认识，但在火车上没有相遇。两名新娘都身穿红色的结婚纱丽，并都戴有红色的面纱。在途中，火车在驶过一座桥时发生了事故，桑柯普与阿卡什均幸存了下来，之後开始寻找他们的妻子，但在此过程中，他们仍未相遇。不幸的是，阿卡什的父亲和其他亲属都在事故中丧生，而桑柯普找到了诺普尔毁容的遗体，误将其认作阿斯塔，因此认领了遗体，并举行了葬礼。而阿卡什发现了昏迷不醒的阿斯塔，误将其认作诺普尔，因为她们的装束相同，因此将阿斯塔送到了最近的医院。过了一段时间，阿斯塔恢复了意识，但失去了大部分记忆，这时阿卡什已经发现他领回来的女子并不是他的妻子，但失忆的阿斯塔却将阿卡什当成她的丈夫。後来阿卡什收留了阿斯塔，但一直在犹豫是否应该将真相告诉她，还是应该将错就错，不过出於良心，他一直照顾着她，直到最後阿斯塔得知真相。阿斯塔为了不给阿卡什继续添麻烦，并为了使阿卡什和施卢蒂两人重新走到一起，离开了阿卡什家。而在这些故事发生的同时，阿斯塔的哥哥阿洛克坚信自己的妹妹没有死，一直不懈地寻找阿斯塔。
另外一条主线是施卢蒂调查他父亲沙希康·沙尔玛的死因。施卢蒂在调查过程中发现他父亲没有在多年前的一场车祸中丧生，而是与一个女人共同隐居，但後来两人被谋杀。通过施卢蒂不懈的努力，最终查出其母是真凶。
故事的结局是阿卡什与阿斯塔、施卢蒂与桑柯普分别走到了一起。

## 演员表
- 维卡斯·巴拉（Vikas Bhalla）/海腾·特吉瓦尼（Hiten Tejwani） ... 阿卡什（Aakash）
- 迪帕·普拉布（Deepa Parab） ... 阿斯塔（Aastha）、诺普尔（Nupur）
- 拉吉·弗尔玛（Raj Verma） ...桑柯普（Sankalp）
- 普丽蒂·梅赫拉（Preeti Mehra） ... 施卢蒂·沙尔玛（Shruti Sharma）
- ... 阿洛克（Alok）
- ... 迪内什
- ... 普丽蒂
- ... 拉胡尔（Rahul）
- ... 玛妮